# Resolució 822 del Consell de Seguretat de les Nacions Unides
La Resolució 822 del Consell de Seguretat de les Nacions Unides fou adoptada per unanimitat el 30 d'abril de 1993. Després d'expressar la seva preocupació per la transició entre Armènia i Azerbaidjan, i la posterior escalada de forces armades i situació humanitària a la regió les forces d'ocupació en el districte de Kalbajar prop Nagorno-Karabakh a l'Azerbaidjan.
El Consell insta les parts implicades a començar negociacions que posin fi al conflicte en el marc del procés de pau proposat pel Grup de Minsk de l'OSCE, abstenint-se de qualsevol acció que interrompi el procés. Encara que va reconèixer la participació d'Armènia, no acusen directament Armènia d'agressió.
A continuació la resolució va demanar l'accés sense traves als esforços internacionals d'ajuda humanitària a la regió per alleujar el sofriment de la població civil a través d'ajuda humanitària, recordant a les parts que compleixin les seves obligacions sota el dret internacional humanitari. Va concloure demanant al secretari general, en consulta amb el president en exercici de l'Organització per a la Seguretat i la Cooperació a Europa, així com el president del Grup de Minsk, que informe al Consell de Seguretat.
Ambdues parts van acollir amb beneplàcit l'adopció de la resolució.